# Ипнари (Тетрицкаройский муниципалитет)
Ипнари (груз. იფნარი) — село в Грузии, на территории Тетрицкаройского муниципалитета края (мхаре) Квемо-Картли.

## География
Село находится в юго-восточной части Грузии, на левом берегу реки Асланки (бассейн реки Храми), на расстоянии приблизительно 4 километров (по прямой) к юго-западу от города Тетри-Цкаро, административного центра муниципалитета. Абсолютная высота — 1092 метра над уровнем моря.

## Население
По результатам официальной переписи населения 2014 года в Ипнари проживало 11 человек (5 мужчин и 6 женщин). В национальной структуре населения грузины составляли 81,8 %, азербайджанцы — 9,1 %.
| Год  | Население, человек |
| ---- | ------------------ |
| 2002 | 18                 |
| 2014 | ↘ 11               |